# Dorcus Inzikuru

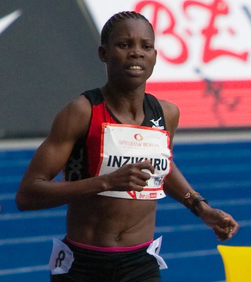
Dorcus Inzikuru beim ISTAF 2012 in Berlin

Dorcus Inzikuru (* 2. Februar 1982 in Verra Ezuku, Uganda) ist eine ehemalige ugandische Leichtathletin.
Inzikuru gewann im 3000-Meter-Hindernislauf bei den Weltmeisterschaften 2005 in Helsinki die Goldmedaille und wurde damit die erste Weltmeisterin in dieser Disziplin (9:18,24 min). Sie ist auch die erste Uganderin, die bei internationalen Wettkämpfen eine Medaille gewann. Bei den Olympischen Spielen 2012 in London gehörte sie dem ugandischen Aufgebot an. Im dortigen 3000-Meter-Hindernislauf belegte sie in ihrem Vorlauf den siebten Rang mit einer Zeit von 9:35,29 min, verpasste damit den Einzug ins Finale und belegte im Abschlussklassement den 20. Platz unter 44 angetretenen Läuferinnen. Zuvor hatte sie bereits an den Olympischen Spielen 2004 in Athen teilgenommen, wo sie über 5000 Meter im Vorlauf ausschied.
Dorcus Inzikuru ist mit Martin Bosco Acidri verheiratet und hat eine Tochter namens Emmanuella. Der Vorname der Sportlerin lautet „Dorcus“. Doch weil der Name in ihrem Pass falsch geschrieben ist, wird sie in den Ergebnislisten internationaler Wettkämpfe meist als „Docus“ aufgeführt. Sie hatte bei einer Größe von 1,56 m ein Wettkampfgewicht von 51 kg. Andere Quellen schrieben ihr dagegen zum Zeitpunkt der Olympischen Spiele in London eine Größe von 1,62 m bei 50 kg Wettkampfgewicht zu.
Seit 2014 arbeitet Inzikuru für die ugandische Polizei.